# Eslamabad
Eslamabad este un oraș din Iran.